# Вечная дочь
«Вечная дочь» (англ. The Eternal Daughter) — британо-американская готическая драма-детектив 2022 года режиссёра Джоанны Хогг, снятая по её собственному сценарию. Главные роли исполнила актриса Тильда Суинтон.
Премьера фильма состоялась 6 сентября 2022 года на 79-м Венецианском кинофестивале в рамках основного конкурса.

## Сюжет
Джули привозит свою пожилую мать Розалинду в уединённый отель. Отец Джули недавно умер, и Джули, кинорежиссёр, хочет провести время со своей матерью в надежде снять о ней фильм.
Отель является бывшим фамильным имением Розалинды, и она рассказывает о своих болезненных воспоминаниях, включая выкидыш, который произошёл в этом месте.
В день рождения Розалинды Джули готовит для неё особый подарок, но когда Розалинда обнаруживает, что она не голодна за ужином, Джули ломается, показывая, что чувствует, что не может быть счастлива, когда её мать несчастлива, и что она боится за будущее, поскольку у неё нет детей, которые могли бы позаботиться о ней, когда она станет старше. Принося своей матери праздничный торт, она плачет, но оказывается, что она одна за столом, а её мать умерла когда-то в прошлом.
На следующий день Джули работает над своим сценарием, а затем отправляется домой.

## В ролях
- Тильда Суинтон — Джули Харт / Розалинд Харт
- Джозеф Майделл[англ.] — Билл
- Карли-София Дейвис — администратор гостиницы

## Релиз
Мировая премьера фильма состоялась на 79-м Венецианском международном кинофестивале 6 сентября 2022 года. Фильм также был показан на Международном кинофестивале в Торонто и 60-м Нью-Йоркском кинофестивале. В широкий прокат он был выпущен в Соединённых Штатах 2 декабря 2022 года.

## Отзывы критиков
На сайте-агрегаторе Rotten Tomatoes имеет рейтинг «свежести» в 95 % на основании 102-х отзывов критиков, со средней оценкой в 7,7/10. Консенсус на сайте гласит: «Тильда Суинтон2 оказывается в готической истории о привидениях „Вечная дочь“, оде семейным женским узам, в которой многое предстоит распутать после того, как туман рассеется». На сайте Metacritic фильму имеет оценку в 80 из 100, основываясь на отзывах 30 критиков, что указывает на «в целом положительные отзывы».